# Jean-Claude Dubreuil
 (août 2024).
 (février 2025).
Motif : Insuffisance en matière de sources secondaires requises. Cf WP:CAA
- Archive Wikiwix
- Bing
- Cairn
- DuckDuckGo
- E. Universalis
- Gallica
- Google
- G. Books
- G. News
- G. Scholar
- Persée
- Qwant
- (zh) Baidu
- (ru) Yandex
- (wd) trouver des œuvres sur Wikidata

| 1. | Préciser le motif de la pose du bandeau. | Précisez le motif de la pose du bandeau en utilisant la syntaxe suivante : {{admissibilité à vérifier\|date=mars 2025\|motif=remplacez ce texte par le motif}}                            |
| 2. | Informer les utilisateurs concernés.     | Pensez à avertir le créateur de l'article, par exemple, en insérant le code ci-dessous sur sa page de discussion : {{subst:avertissement admissibilité à vérifier\|Jean-Claude Dubreuil}} |

Pour les articles homonymes, voir Dubreuil.
Jean-Claude Dubreuil est un écrivain français né le 5 juillet 1938 à Longré et mort le 10 avril 2022 à Marmande.

## Biographie
Jean-Claude Dubreuil est né à Longré, un petit village charentais, où ses parents étaient cultivateurs. Ayant effectué une partie de son service militaire en Algérie, il voulut témoigner que l'armée française n'était pas composée de cinq cent mille tortionnaires. Le témoignage, portant pour titre 20 ans en 58, n'a pas été publié, mais lui a permis de rencontrer un éditeur qui lui a expliqué que son style convenait mieux à la rédaction de romans qu'à des récits de guerre.
20 ans en 58, remodelé, est devenu Et imperturbable coule la Garonne, qui a été publié par les éditions Art-Média.

## Publications
- Et imperturbable coule la Garonne, 2003
- Le Voyage d'Alexandre Legrand, 2004
- Lulu et les Cagouilles, 2005
- Un passé si présent, 2007
- Le Saint-Émilion de Jeannette, 2008